# HMS Hyperion (H97)
HMS Hyperion byl britský torpédoborec třídy H-class, který sloužil u Royal Navy během druhé světové války. Stavba začala 26. března 1935 v loděnici Swan Hunter & Wigham Richardson Limited v Wallsend-on-Tyne. Na vodu byl spuštěn 8. dubna 1936 a do služby byl přijat 3. prosince 1936.
- Účastnil se v červenci 1940 bitvy u Punta Stilo.
- Účastnil se v červenci 1940 bitvy u mysu Spatha.
- 14. prosince 1940 potopil blízko Bardie italskou ponorku Naiade.

Dne 22. prosince 1940 Hyperion najel na minu, když doprovázel bitevní loď HMS Malaya z Alexandrie do Gibraltaru. Potopil se v Sicilském průlivu u Pantellerie, východně od mysu Bon.